# フォトプレイヤー (映画)

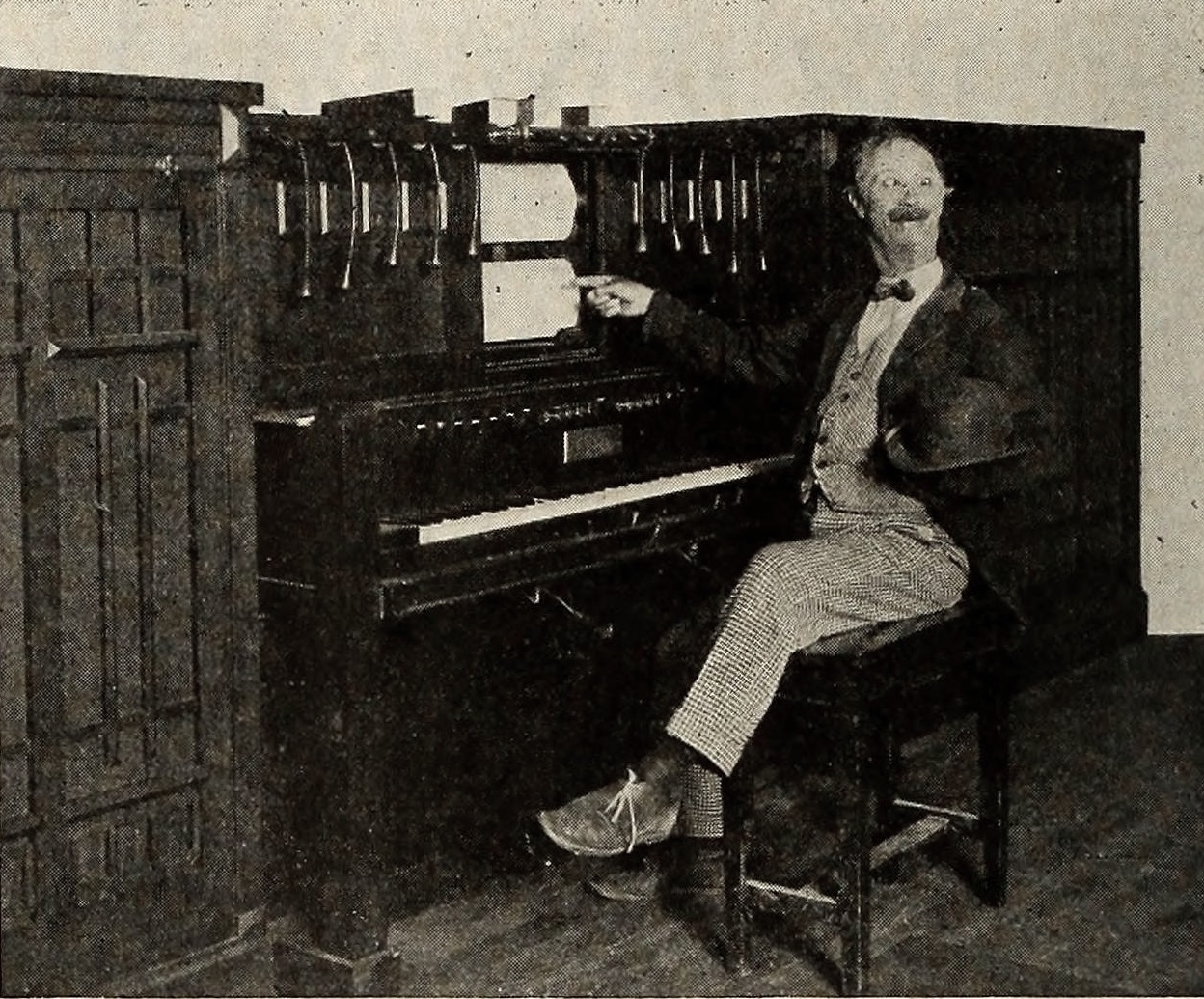
ベン・ターピンとフォトプレイヤー（1922年8月）

フォトプレイヤー（photoplayer）とは、サイレント映画の時代に映画館で伴奏用に用いられた自動演奏機械のことである。

## 構造
基本的にはピアノと打楽器を組み合わせたものである。パイプオルガンを追加したものや、手動で効果音を加えられるものもある。自動ピアノと同じく、ピアノロールを読み取ることで機械が音楽を再生するが、再生中に次の曲の準備もできるよう、ロールを２つセットすることができた。発砲音やベル、太鼓といった効果音は、「牛の尻尾」と呼ばれる紐を引くことで生み出した。サイレンやクラクション、おどけた音を電気的に発生させる場合もあった。演奏者はピアノロールをセットし、機械の自動演奏が始まると、「牛の尻尾」を引っ張って打楽器や効果音を鳴らした。

## 歴史
1910年から1928年にかけて、約8,000から10,000台が生産された。しかし、1920年代半ばには需要もなくなった。